# Аврамово (Благоевградская область)
Аврамово (болг. Аврамово) — село в Благоевградской области Болгарии. Входит в состав общины Якоруда. Находится примерно в 2 км к северу от центра города Якоруда и примерно в 47 км к востоку от центра города Благоевград. По данным переписи населения 2011 года, в селе проживало 723 человека. В основном населено болгарами-мусульманами.
По состоянию на 2010 год в селе был наиболее высокий уровень безработицы в Болгарии, людей «кормил» лес: они зарабатывали на продаже собранных там грибов и ягод.

## Население
| Год     | 1956 | 1965 | 1975 | 1985 | 1992 | 2001 | 2011 |
| ------- | ---- | ---- | ---- | ---- | ---- | ---- | ---- |
| Жителей | 545  | 646  | 604  | 660  | 706  | 698  | 723  |

| Национальность | Человек | Процент |
| -------------- | ------- | ------- |
| болгары        | 96      | 14,16%  |
| турки          | 582     | 85,84%  |
| Всего ответов  | 678     |         |

|  |